# 市瀬雅之
市瀬 雅之（いちのせ まさゆき、1961年 - ）は、国文学者、梅花女子大学教授。
岐阜県生まれ。1997年中京大学大学院後期博士課程修了、「大伴家持論-文学と氏族伝統」で文学博士。梅花女子大学助教授、教授。

## 著書
- 『大伴家持論 文学と氏族伝統』おうふう 1997
- 『万葉集編纂論』おうふう 2007
- 『北大阪に眠る古代天皇と貴族たち 記紀万葉の歴史と文学』梅花学園生涯学習センター公開講座ブックレット 2010

### 共編著
- 『東海の万葉歌』島田修三,広岡義隆,佐藤隆,竹尾利夫,村瀬憲夫共編集 おうふう 2000
- 『万葉集編纂構想論』城﨑陽子,村瀬憲夫共著 笠間書院 2014

## 論文
- Cinii